# Munt
Mund oder Munt, f. (von germanisch mundō ‚Hand, Schutz‘), auch Muntgewalt, bedeutet „(Rechts)schutz, Schirm, Vormundschaft“ und ist ein zentraler Begriff im Personenrecht des Mittelalters. Er bezeichnet die „Gewalt eines Muntherrn über einen spezifischen Personenkreis der Hausgemeinschaft“.

## Etymologie
Das Wort Munt leitet sich von urgermanisch mundō (f.) mit der Bedeutung ‚Hand, Schutz‘ ab, vgl. altenglisch, altnordisch und altsächsisch mund. Das Wort existiert als Lehnwort aus dem Altfränkischen beziehungsweise Althochdeutschen in mehreren europäischen Sprachen, unter anderem im Lateinischen mundium, im Französischen mainbour ‚Vormund‘ (von lateinisch mundeburdium, vgl. entsprechend althochdeutsch muntboro) und polnisch mund. Es ist verwandt mit lateinisch manus ‚Hand‘, walisisch mwn ‚Handschuh‘, mittelirisch montar, muinter ‚rechtmäßige Gattin‘, und altgriechisch μάρη márē, deutsch ‚Hand‘.

## Bedeutung und Geschichte
Die Munt ist der Vorläufer unseres heutigen Betreuungsrechts. Der Muntherr (heute: Vormund) übernahm dabei den Schutz und die Haftung des Muntlings (heute: Mündel). Als mündig galt nur, wer selbst waffenfähig und somit vollständig rechtsfähig war – im Regelfall der Mann oder Vater einer Familie. Wichtigster Muntverband war das Haus (die Familie), die als „gattenzentrierte Haushaltsfamilie“ mit der Doppelspitze von Hausvater und Hausmutter konzipiert war. Das Fehlen solcher Mündigkeit abseits des Hausvaters begründete dabei die hervorgehobene Stellung des Hausvaters, d. h. die väterliche Muntgewalt bzw. väterliche Gewalt. Sämtliche Angehörige des Hauses, d. h. Frauen, Kinder und Gesinde, unterstanden dieser. Neben einer Vielzahl von Pflichten, wie zum Schutz und der Vertretung vor Gericht (beispielsweise dem Gerichtskampf), beinhaltete dies eine Vielzahl an Rechten. So beinhaltete die väterliche Muntgewalt beispielsweise nicht nur die Absprache von Eheschließungen, sondern bei Normenverstößen oder Ehebruch sogar auch Rechte zur Züchtigung oder sogar Tötung (vergleiche insoweit: pater familias). Andererseits war sie aber „an die (physische und psychische) Leistungskraft, Führungsstärke und Wehrhaftigkeit des Mannes gebunden“ und ging mit dem Schwinden dieser Schutz- und Leistungsfähigkeit an einen jüngeren Nachfolger über. Dieses Konzept konkurrenz- und leistungsbasierter männlicher Schutzherrschaft war die west-christliche Variante „patriarchaler Herrschaft“.
Söhne wurden bei Gründung eines eigenen Hausstandes selbstmündig. Dieser Begriff wurde zu mündig verkürzt. Ab dem Hochmittelalter galt für Männer allgemein das Erreichen des 21. Geburtstages als fester Termin zum Erreichen der Mündigkeit.
Töchter des Hausherrn verließen die Munt bei der Verheiratung und traten dann in die Munt des Gatten ein (Muntehe). Der Muntschatz ist das an den Brautvater zu zahlende Brautgeld, um die Gemahlin aus dem Rechtsverband herauszulösen. Bis ins 19. Jahrhundert wurde diese Rechtstradition fortgeführt: „Allgemeine Aussagen über die ‚Frau als Rechtsperson‘, d. h. die Anerkennung ihrer Fähigkeit, selbständig Träger von Rechten und Pflichten zu sein, sucht man in privatrechtlichen Quellen des 19. Jahrhunderts vergebens.“

## Sonderformen der Munt
Eine spezielle Form der Munt war im Königsschutz für Kleriker, Kaufleute und Juden (Judenregal) sowie für Witwen und Waisen verankert. Dieser Königsmunt begründete „Herrenrechte an Personen“. Der Vogt übte ebenfalls die Munt aus.
Vor Inkrafttreten des Bürgerlichen Gesetzbuchs bestand nach Landesrecht die Möglichkeit, eine Person für mundtot zu erklären, und somit zu entmündigen.